# Rapsodie espagnole
Rapsodie espanole är en orkestral rapsodi komponerad av Maurice Ravel 1907 och den var ett av Ravels första betydelsefulla orkesterverk.
15 mars 1908 uruppfördes verket i Paris och publikens reaktioner var delade. Uppe på galleriet ville applåderna aldrig ta slut medan publiken på parkett inte alls delade hänförelsen. Då vrålade en av de unga från galleriet (det var kompositören Florent Schmitt) de berömda orden: "Spela det omigen för dem därnere som inte förstod musiken!"
Satserna är:
- 1. Prélude à la Nuit, som använder den egendomliga frygiska skalan om fyra toner: f-e-d-ciss. Denna tonhöjd upprepas oavlåtligt.
- 2. Malagueña är en livlig dans från Malaga.
- 3. Habanera är en av Ravels första kompositioner. Den härstammar från hans konservatorietid (1895) men han tycks ha haft en särskild förkärlek för den, då han har omarbetat den åtskilliga gånger. Den förekommer som ordlös vokalis för sång och piano, för violin och piano och för orkester.
- 4. Feria, en virvlande dans som ger intryck av spansk fest.